# Marennes (Charente-Maritime)
Marennes korábbi község Franciaországban, Charente-Maritime megyében. Lakosainak száma 5637 fő (2018. január 1.). Marennes Bourcefranc-le-Chapus, Hiers-Brouage, Saint-Just-Luzac és La Tremblade községekkel határos.
2019. január 1-jén Hiers-Brouage korábbi községgel egyesült és az így létrejött Marennes-Hiers-Brouage új község része lett.

## Népesség
A település népességének változása:
| Lakosok száma | 5653 | 5662 | 5764 | 5632 | 5637 |
|               | 2013 | 2015 | 2016 | 2017 | 2018 |